# Poppenleithen
Poppenleithen (oberfränkisch: Bobbnlaidn) ist ein Gemeindeteil des Marktes Thurnau im Landkreis Kulmbach (Oberfranken, Bayern). Poppenleithen liegt in der Gemarkung Berndorf.

## Geographie
Die Einöde liegt am Fuße der bewaldeten Anhöhe Zaunberg (556 m ü. NHN, 0,6 km südlich). Die Kreisstraße KU 7 führt zur Anschlussstelle 22 der Bundesautobahn 70 (1,4 km nördlich) bzw. nach Kleetzhöfe (1 km südlich).

## Geschichte
Der Ort wurde 1697 erstmals urkundlich erwähnt. Dem Ortsnamen liegt ein Flurname zugrunde, der wesentlich älter sein dürfte. Das Grundwort ist Leite, das Bestimmungswort der Personenname Poppo.
Gegen Ende des 18. Jahrhunderts bestand Poppenleithen aus einem Anwesen. Das Hochgericht sowie die Grundherrschaft über die Sölde hatte das Giech’sche Amt Thurnau.
Von 1797 bis 1810 unterstand der Ort dem Patrimonialgericht Thurnau. Mit dem Gemeindeedikt wurde Poppenleithen 1811 dem Steuerdistrikt Limmersdorf und 1818 der Ruralgemeinde Berndorf zugewiesen. Am 1. Januar 1972 wurde Poppenleithen im Zuge der Gebietsreform in Bayern in den Markt Thurnau eingegliedert.

### Baudenkmal
- Haus Nr. 33: Wohnstallhaus

### Einwohnerentwicklung
| Jahr      | 001818 | 001861 | 001871 | 001885 | 001900 | 001925 | 001950 | 001961 | 001970 | 001987 |
| Einwohner |        | 7      | 6      | 9      | 12     | 5      | 8      | 6      | 5      | 6      |
| Häuser    | 1      |        |        | 1      | 1      | 1      | 1      | 1      |        | 1      |
| Quelle    | [ 8 ]  | [ 11 ] | [ 12 ] | [ 13 ] | [ 14 ] | [ 15 ] | [ 16 ] | [ 17 ] | [ 18 ] | [ 1 ]  |

## Religion
Der Ort ist evangelisch-lutherisch geprägt und war ursprünglich nach St. Johannes der Täufer (Limmersdorf) gepfarrt, seit dem 19. Jahrhundert ist die Pfarrei Friedenskirche (Berndorf) zuständig.